# 倉橋寛
倉橋 寛（くらはし かん、1961年12月20日 - ）は、日本の漫画家、イラストレーター、小説家。愛知県江南市出身。漫画作品は全て平仮名書きのくらはしかん名義となっている。滝高等学校、南山大学経営学科卒業。

## 作品等
- 1989年 『月刊ドラゴンズ』6月号に「おれたちゃドラゴンズ」が投稿作品として掲載される。
- 1993年 『中日スポーツ』の読者欄に4コマ漫画「おれたちゃドラゴンズ」をハガキで投稿し掲載される。その後、連載となる。
- 1999年 ドラゴンズ応援歌CDの収録曲、『We are DRAGONS―夢をつかむのは今―』（歌／Fushiryu、翌年にDASH）を作詞。
- 2000年 『歴史読本』（新人物往来社刊）1月号から「日本史ピンからキリ探訪（ニホンシピンカラキリタンポー）」連載。
- 2000年 中臣鎌足を主人公にした小説『飛鳥残照』で第1回飛鳥ロマン文学賞受賞。
- 2004年 江南市市制50周年を記念するマスコットキャラクター（藤花ちゃん）をデザイン（名称は一般公募）。
- 2006年 『歴史読本』12月号を以って「日本史ピンからキリ探訪」連載終了。
- 2011年 村国男依を主人公した小説『赤き奔河の如く』を出版。
- 2013年 村国男依の歌『男依音頭／壬申将軍・村国男依』（歌／松田敏来）を作詞作曲。
- 2015年 蜂須賀小六正勝を主人公にした小説『卍曼陀羅』を出版。
- 2018年 前野長康を主人公にした小説『乱雁』を出版。
- 2022年 県犬養大伴を主人公にした小説『天狼の爪牙』を出版。
- 2023年 ドラゴンズ応援歌『WE ARE DRAGONS !』（歌／dela）、『あじさいの寺／思いやり橋』（歌／松田敏来）、『犬山城から／裁断橋』（歌／松田トシキ）を作詞作曲。
- 2024年 聖徳太子を主人公にした小説『虚仮王』を出版。

## おれたちゃドラゴンズ
1989年、「『がんばれ!!タブチくん!!』のようなドラゴンズ漫画が読みたいという欲求があって、誰も描かないのなら自分で描いちゃおうと思って」（本人談）『月刊ドラゴンズ』に投稿し6月号に掲載される。その時に登場した大豊泰昭とジョージ・ヒンショーがこの作品の登場人物第1号と言える。因みに、『中日スポーツ』連載の第1号は高木守道。
連載10年目の2002年には、執筆風景の取材を受ける(4月9日付中日スポーツで掲載)。
4コマ漫画だが、2004年の日本シリーズ時には「特別編」と称し、1コマのみの漫画に変更された。
2006年8月28日には『デイリースポーツ』との共同企画で、「おれたちゃドラゴンズ特別編」掲載。基本的に、日曜日は執筆しないため、月曜日は休載という週休1日制をとっている。